# Левчев, Любомир
Любомир Спиридонов Левчев (болг. Любомир Спиридонов Левчев; 27 апреля 1935, Троян — 25 сентября 2019) — болгарский поэт, прозаик. Действительный член Европейской академии искусства, науки и культуры (Париж, Франция). Удостоен многих международных наград, в том числе золотой медали Французской академии за поэзию и почетного звания Рыцаря поэзии (1985).

## Биография
Родился в 1935 году в городе Троян. Стихи начал писать рано. Первая книга «Звездите са мои» («Звёзды принадлежат мне») вышла в 1957 году. Окончил философско-исторический факультет Софийского университета. В 1961—1971 годах работал редактором, главным редактором газеты «Литературен фронт».
С 1975 по 1979 годы был первым заместителем министра культуры Народной Республики Болгария. Затем (1979—1989) — председателем Союза болгарских писателей.
С 1991 года — владелец и главный редактор издательского дома и международного журнала «Орфей».
К семидесятилетию поэта вышло в свет собрания сочинений Левчева в семи томах.
Жена, Дора Бонева (1936—2021) — художница, дочь известного скрипача Ивана Бонева. Сын, Владимир Левчев, также является поэтом. Дочь — Марта Левчева, художница.

## Награды
Международные
- Золотая медаль Французской академии за поэзию и почётное звания Рыцаря поэзии (1985);
- Медаль Ассоциации венесуэльских писателей (1985);
- Премия «Мате Залки» и «Бориса Полевого» — Россия (1986);
- Большая награда института имени Пушкина и Сорбоны (1989);
- «Фернандо Риело» (1993).
- Золотой Венец (2010)

В Болгарии
- Димитровская премия (1972).
- По поводу 70-летия в 2006 году Любомир Левчев был награждён президентом Георгием Пырвановом орденом «Стара планина» первой степени за «исключительно большие заслуги перед Болгарией, за развитие и популяризацию болгарского искусства и культуры».
- В 2008 году награждён Премией им. Христо Данова за совокупное творчество.

Иностранные
- Орден «За заслуги» III степени (11 сентября 1997 года, Украина) — за весомый личный вклад в развитие украинско-болгарских отношений, популяризацию украинской литературы в Республике Болгария[3].